# Dirk van Boetzelaer van Kijfhoek
Dirk baron van Boetzelaer van Kijfhoek (Leiden, 12 april 1746 - 's-Gravenhage, 5 november 1819) was een Nederlandse regent.
Van Boetzelaer van Kijfhoek was een Hollands (Leidse) regent. Na zijn studie bekleedde hij diverse waterstaatkundige functies in de Gooistreek, was hij raad in de Admiraliteiten van Amsterdam en Rotterdam en muntmeester-generaal van Holland. Hij nam in 1790 tijdelijk het raadpensionariaat over van Van de Spiegel toen die van verkwisting werd beschuldigd. In 1801 had hij zitting in het Wetgevend Lichaam en hij maakte bij de oprichting van het Koninkrijk der Nederlanden deel uit van de Vergadering van Notabelen en de nieuwe Staten-Generaal der Verenigde Nederlanden in 1814.
- Biografisch Portaal: 11400562
- Digitale Bibliotheek voor de Nederlandse Letteren: boet020
- Parlement.com: vg09llrdzvzd